# کشتی اوگوست
کشتی آگوست (به انگلیسی: French ship Auguste) یک کشتی بود که طول آن ۶۰٫۴ متر (۱۹۸ فوت) بود. این کشتی در سال ۱۷۷۸ ساخته شد.